# آيت بن يوسف (آيت نعمان الجنوبية)
آيت بن يوسف هو دُوَّار يقع بجماعة آيت نعمان، إقليم الحاجب، جهة فاس مكناس في المملكة المغربية. ينتمي الدوّار لمشيخة آيت نعمان الجنوبية التي تضم 8 دواوير. يقدر عدد سكانه بـ 140 نسمة حسب الإحصاء الرسمي للسكان والسكنى لسنة 2004.

## وصلات خارجية
- البوابة الوطنية للجماعات الترابية
- المندوبية السامية للتخطيط